# キンチャクダイ科
キンチャクダイ科（Pomacanthidae）は、スズキ目スズキ亜目に所属する魚類の分類群の一つ。8属で構成され、タテジマキンチャクダイ・サザナミヤッコなどサンゴ礁に生息する熱帯魚を中心に91種が含まれる。

## 概要

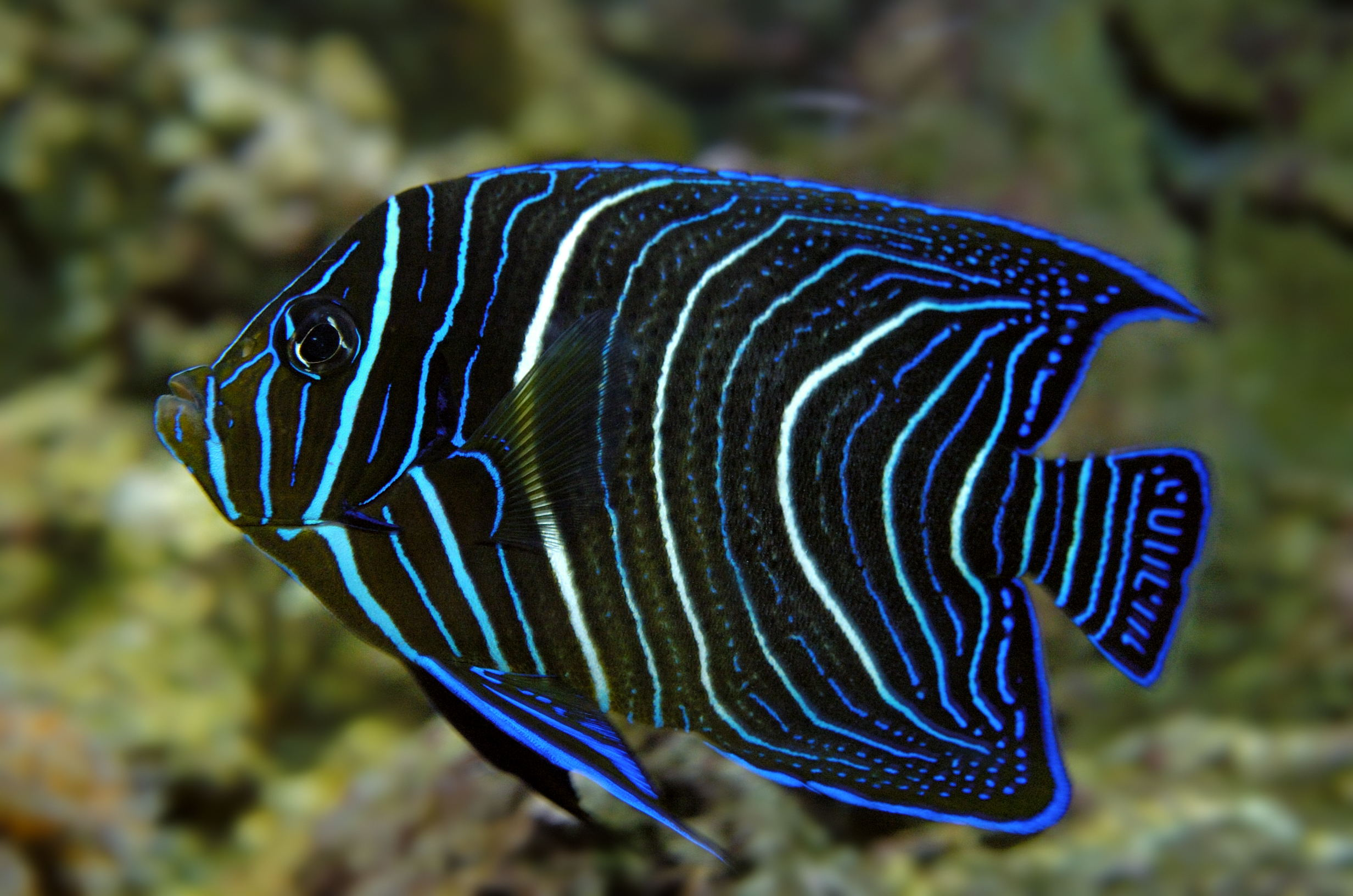
サザナミヤッコ属の1種 Pomacanthus rhomboides の稚魚。本科魚類は成長段階によって体色が大きく異なる

キンチャクダイ科は太平洋・インド洋・大西洋の熱帯域に分布する海水魚のグループで、特に西部太平洋に住む仲間が多い。ほとんどは水深20mより浅い海の岩礁やサンゴ礁で暮らし、深所にまで分布する種類はまれである。同じスズキ亜目のチョウチョウウオ科やベラ亜目の仲間と並び、サンゴ礁魚類の代表的存在として知られる。
鮮やかで美しい体色をもつ種類が多く、一般には「ヤッコの仲間」として親しまれる。体色は成長段階によって著しく変化し、稚魚と成魚ではまったく異なる色彩・斑紋を呈することがしばしばある。性別による体色の差も大きく、いわゆる性的二形を示す種類が多い。また、キンチャクダイ類の多くは雌性先熟型の雌雄同体で、すべての個体が当初は雌として成長し、ある程度大きくなると雄に性転換する。1匹あるいは複数の大型の雄によってハーレムが形成されるものとみられるが、繁殖行動については詳細が明らかになっていない種類が多い。
本科魚類はその美しい色彩から、水族館などで観賞魚として飼育されるほか、スクーバダイビングでの観察対象としても一般的な存在である。日本ではサザナミヤッコ・ロクセンヤッコなどの中型種を食用として利用する。
キンチャクダイ類は「エンゼルフィッシュ Angelfish」の英名をもつが、日本語で「エンゼルフィッシュ」と言った場合はベラ亜目シクリッド科に属する淡水魚のエンゼルフィッシュ（Pterophyllum 属）を指すことが多い。英語ではシクリッド科のエンゼルフィッシュを「Freshwater angelfish」、キンチャクダイ類を「Marine angelfish」として区別する。

## 形態
体は強く側扁する。一見してチョウチョウウオ科の仲間に類似するが、前鰓蓋骨にはチョウチョウウオ類にはない強いトゲが存在する。オスにはこのトゲが２対ある。また、チョウチョウウオの仲間に見られる腹鰭の付け根のトゲ、および浮き袋の突起をいずれも欠く。さらに、頭部を骨板に覆われたトリクティス幼生期を経ずに成長することも、チョウチョウウオ科との重要な鑑別点となる。
連続した一つの背鰭をもち、棘条および軟条はそれぞれ9-15本・15-37本。臀鰭は3棘14-25軟条で構成される。多くの種類では背鰭・臀鰭の中央から後方にかけての軟条が大きく発達し、後方に細長く突き出ることもある。尾鰭は15本の分枝した鰭条からなり、辺縁は丸みを帯びるか、あるいはタテジマヤッコ属のように三日月型になる。椎骨は24個。

## 分類

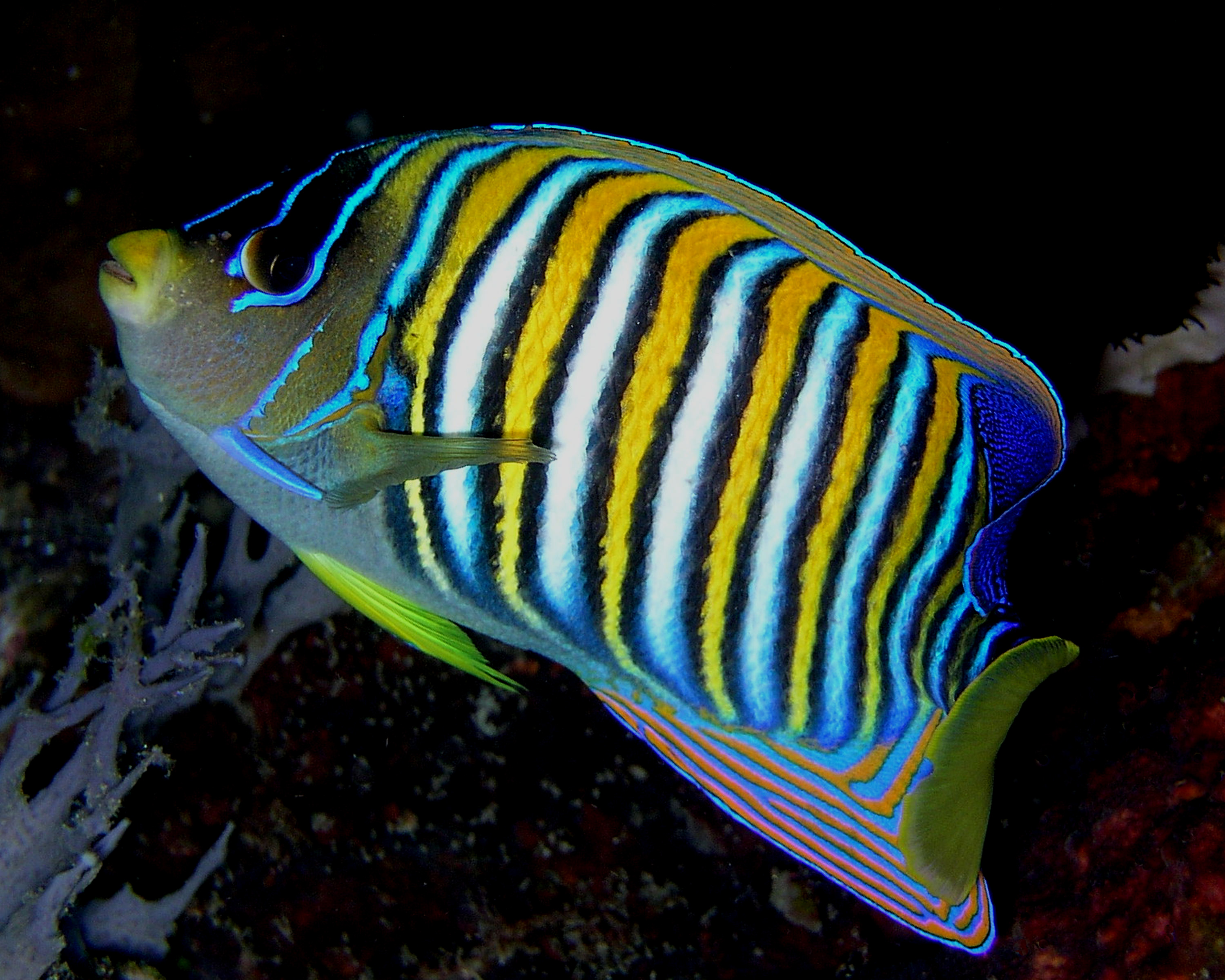
ニシキヤッコ Pygoplites diacanthus （ニシキヤッコ属）。鰓蓋から後方に突き出した水色のトゲが明瞭である

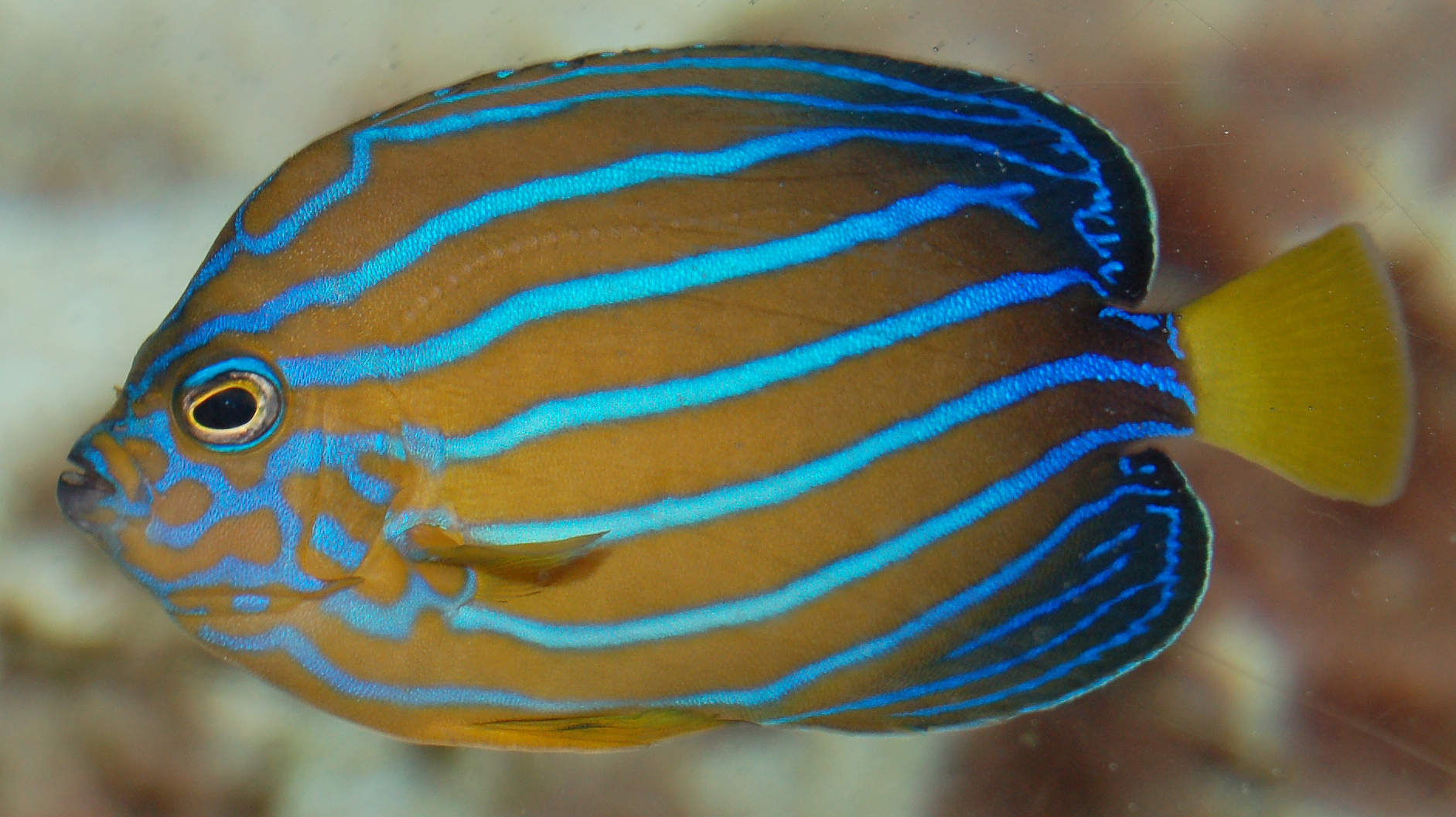
キンチャクダイ Chaetodontoplus septentrionalis （キンチャクダイ属）。温帯域にも分布する普通種

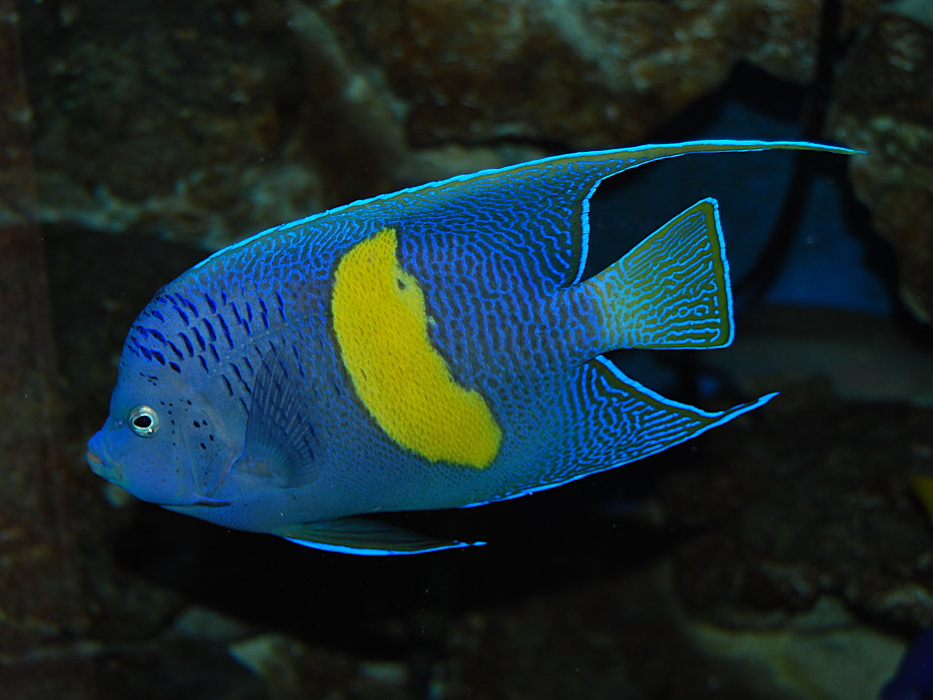
セダカヤッコ Pomacanthus maculosus （サザナミヤッコ属）。日本からも採集記録があるが、例外的な迷入と考えられている

キンチャクダイ科は8属91種が分類されている。日本および台湾の近海に分布するスミレヤッコ Centropyge venustus は当初 Holacanthus 属として記載され、後に独立の Sumireyakko 属とされたが、同属は現在ではアブラヤッコ属のシノニムとして扱われることが多い。ここでは和名のある種を述べる。
- シテンヤッコ属 Apolemichthys 9種
  - シテンヤッコ Apolemichthys trimaculatus
- アブラヤッコ属 Centropyge 35種
  - ユミヅキヤッコ Centropyge abei
  - ソメワケヤッコ Centropyge bicolor
  - ルリヤッコ Centropyge bispinosa
  - アヤメヤッコ Centropyge colini
  - アカハラヤッコ Centropyge ferrugata
  - チャイロヤッコ Centropyge fisheri
  - コガネヤッコ Centropyge flavissima
  - ヘラルドコガネヤッコ Centropyge heraldi
  - レンテンヤッコ Centropyge interrupta
  - オハグロヤッコ Centropyge nox
  - ダイダイヤッコ Centropyge shepardi
  - アブラヤッコ Centropyge tibicen
  - スミレヤッコ Centropyge venusta
  - ナメラヤッコ Centropyge vrolikii
- キンチャクダイ属 Chaetodontoplus 15種
  - ホシゾラヤッコ Chaetodontoplus caeruleopunctatus
  - キヘリキンチャクダイ Chaetodontoplus melanosoma
  - チリメンヤッコ Chaetodontoplus mesoleucus
  - クロキンチャクダイ Chaetodontoplus niger
  - キンチャクダイ Chaetodontoplus septentrionalis
- タテジマヤッコ属 Genicanthus 10種
  - フカミヤッコ Genicanthus bellus
  - タテジマヤッコ Genicanthus lamarck
  - ヤイトヤッコ Genicanthus melanospilos
  - トサヤッコ Genicanthus semifasciatus
  - ミズタマヤッコ Genicanthus takeuchii
  - ヒレナガヤッコ Genicanthus watanabei
- Holacanthus 属 8種
  - ホクロヤッコ Holacanthus ciliaris
  - ヌリワケヤッコ Holacanthus tricolor
- シマヤッコ属 Paracentropyge シマヤッコのみ
- サザナミヤッコ属 Pomacanthus 13種
  - ワヌケヤッコ Pomacanthus annularis
  - ネズミヤッコ Pomacanthus arcuatus
  - ツキホシヤッコ Pomacanthus asfur
  - タテジマキンチャクダイ Pomacanthus imperator
  - セダカヤッコ Pomacanthus maculosus
  - イナズマヤッコ Pomacanthus navarchus
  - キホシヤッコ Pomacanthus paru
  - サザナミヤッコ Pomacanthus semicirculatus
  - ロクセンヤッコ Pomacanthus sexstriatus
  - アデヤッコ Pomacanthus xanthometopon
- ニシキヤッコ属 Pygoplites ニシキヤッコのみ